# 이성일 (정치인)
이성일(1928년 4월 20일~1989년 11월 12일)은 대한민국의 정치인이다. 제11대 국회의원을 지냈다.

## 역대 선거 결과
|  | 32.64% |

|  | 23.92% |

|  | 15.42% |